# John George Bartholomew
John George Bartholomew FRSE (Edimburgo, 22 de marzo de 1860 - Sintra, 14 de abril de 1920) fue un cartógrafo y geógrafo británico. Como proveedor de la Corona británica ostentaba el título de Cartógrafo Real por lo que se le conoció también con el epíteto de «Príncipe de la Cartografía».
Se le reconoce por ser el primer cartógrafo en utilizar formalmente el nombre de Antártida para el continente en la década de 1890, si bien el término era ya era utilizado desde la antigüedad suponiendo la existencia de unas tierras «opuestas al Norte».

## Biografía
Nació en el seno de una destacada familia de cartógrafos escoceses; hijo de Annie McGregor y John Bartholomew Junior. Su abuelo paterno fue el fundador de la empresa especializada en la edición de mapas John Bartholomew and Son Ltd. Estudió en el Royal High School y en la Universidad de Edimburgo aunque no terminó sus estudios, centrándose en la gestión del negocio familiar. En 1889 se casó con Janet MacDonald.
Como cartógrafo destacó por su trabajos con los exploradores y científicos más relevantes de la época, publicando mapas y libros de sus estudios con su editorial. Alguno de sus proyectos más reconocidos fueron el inacabado Bartholomew's Atlas of Meteorology and Atlas of Zoogeography o el proyecto en el que se encontraba antes de fallecer, el The Times Survey Atlas of the World que se siguió actualizando durante todo el siglo XX.